# Campeonato Soviético de Xadrez de 1990
O Campeonato Soviético de Xadrez de 1990 foi a 57ª edição do Campeonato de xadrez da URSS, realizado em Leningrado, de 18 de outubro a 5 de novembro de 1990. O campeão foi Alexander Beliavsky. Semifinais ocorreram em Gorky, Daugavpils e Kherson.

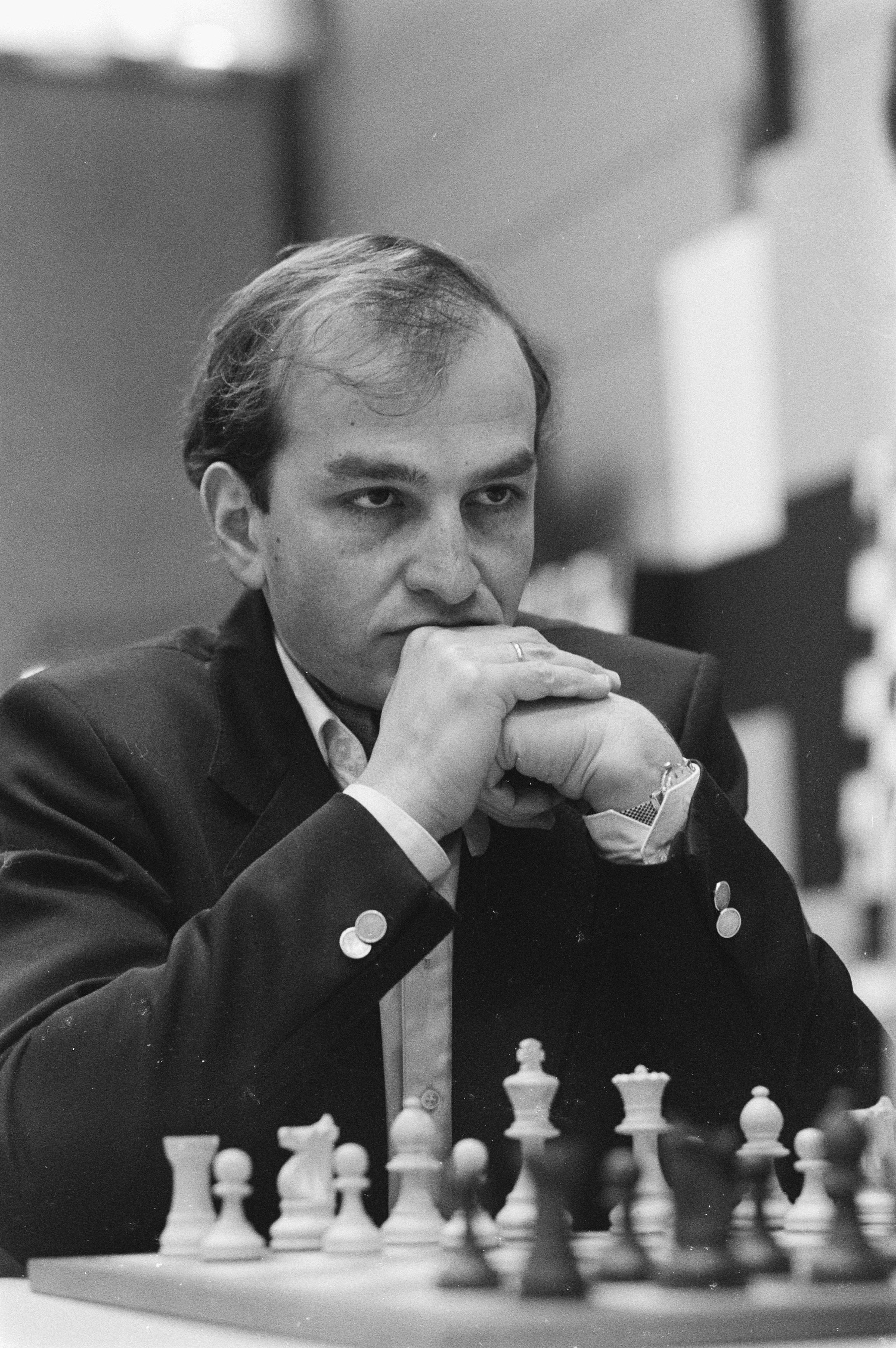
Alexander Beliavsky

## Classificatórios

### Semifinais
As semifinais foram disputadas no final de 1989. Em Gorky, classificaram Vyzhmanavin, Dvoiris e Dreev; em Daugavpils: Smirin, Rozentalis e Aseev (Shirov não se classificou);e em Kherson: Novikov e G. Kuzmin.

## Final
| N° | Jogador             | Rating | 1 | 2 | 3 | 4 | 5 | 6 | 7 | 8 | 9 | 10 | 11 | 12 | 13 | 14 | Total |
| -- | ------------------- | ------ | - | - | - | - | - | - | - | - | - | -- | -- | -- | -- | -- | ----- |
| 1  | Alexander Beliavsky | 2605   | - | ½ | 1 | 1 | ½ | ½ | ½ | 1 | ½ | 0  | ½  | 1  | ½  | 1  | 8½    |
| 2  | Leonid Yudasin      | 2615   | ½ | - | ½ | ½ | ½ | ½ | ½ | ½ | ½ | 1  | 1  | ½  | 1  | 1  | 8½    |
| 3  | Evgeny Bareev       | 2590   | 0 | ½ | - | ½ | 0 | 1 | 1 | ½ | 1 | 1  | ½  | 1  | 1  | ½  | 8½    |
| 4  | Alexey Vyzmanavin   | 2585   | 0 | ½ | ½ | - | ½ | ½ | ½ | ½ | ½ | 1  | 1  | 1  | 1  | 1  | 8½    |
| 5  | Vladimir Epishin    | 2590   | ½ | ½ | 1 | ½ | - | ½ | ½ | ½ | ½ | 1  | 0  | 1  | ½  | ½  | 7½    |
| 6  | Alexander Khalifman | 2615   | ½ | ½ | 0 | ½ | ½ | - | 1 | ½ | 1 | ½  | 1  | ½  | ½  | ½  | 7½    |
| 7  | Gennadi Kuzmin      | 2540   | ½ | ½ | 0 | ½ | ½ | 0 | - | 1 | ½ | ½  | 1  | ½  | 0  | ½  | 6     |
| 8  | Eduardas Rozentalis | 2565   | 0 | ½ | ½ | ½ | ½ | ½ | 0 | - | ½ | ½  | ½  | ½  | 1  | ½  | 6     |
| 9  | Vereslav Eingorn    | 2550   | ½ | ½ | 0 | ½ | ½ | 0 | ½ | ½ | - | ½  | ½  | ½  | ½  | 1  | 6     |
| 10 | Alexander Schneider | 2560   | 1 | 0 | 0 | 0 | 0 | ½ | ½ | ½ | ½ | -  | 1  | ½  | ½  | ½  | 5½    |
| 11 | Semyon Dvoirys      | 2555   | ½ | 0 | ½ | 0 | 1 | 0 | 0 | ½ | ½ | 0  | -  | ½  | 1  | 1  | 5½    |
| 12 | Igor Novikov        | 2575   | 0 | ½ | 0 | 0 | 0 | ½ | ½ | ½ | ½ | ½  | ½  | -  | ½  | 1  | 5     |
| 13 | Konstantin Aseev    | 2575   | ½ | 0 | 0 | 0 | ½ | ½ | 1 | 0 | ½ | ½  | 0  | ½  | -  | 0  | 4     |
| 14 | Ilia Smirin         | 2555   | 0 | 0 | ½ | 0 | ½ | ½ | ½ | ½ | 0 | ½  | 0  | 0  | 1  | -  | 4     |